# Сюндюрлю-Коба

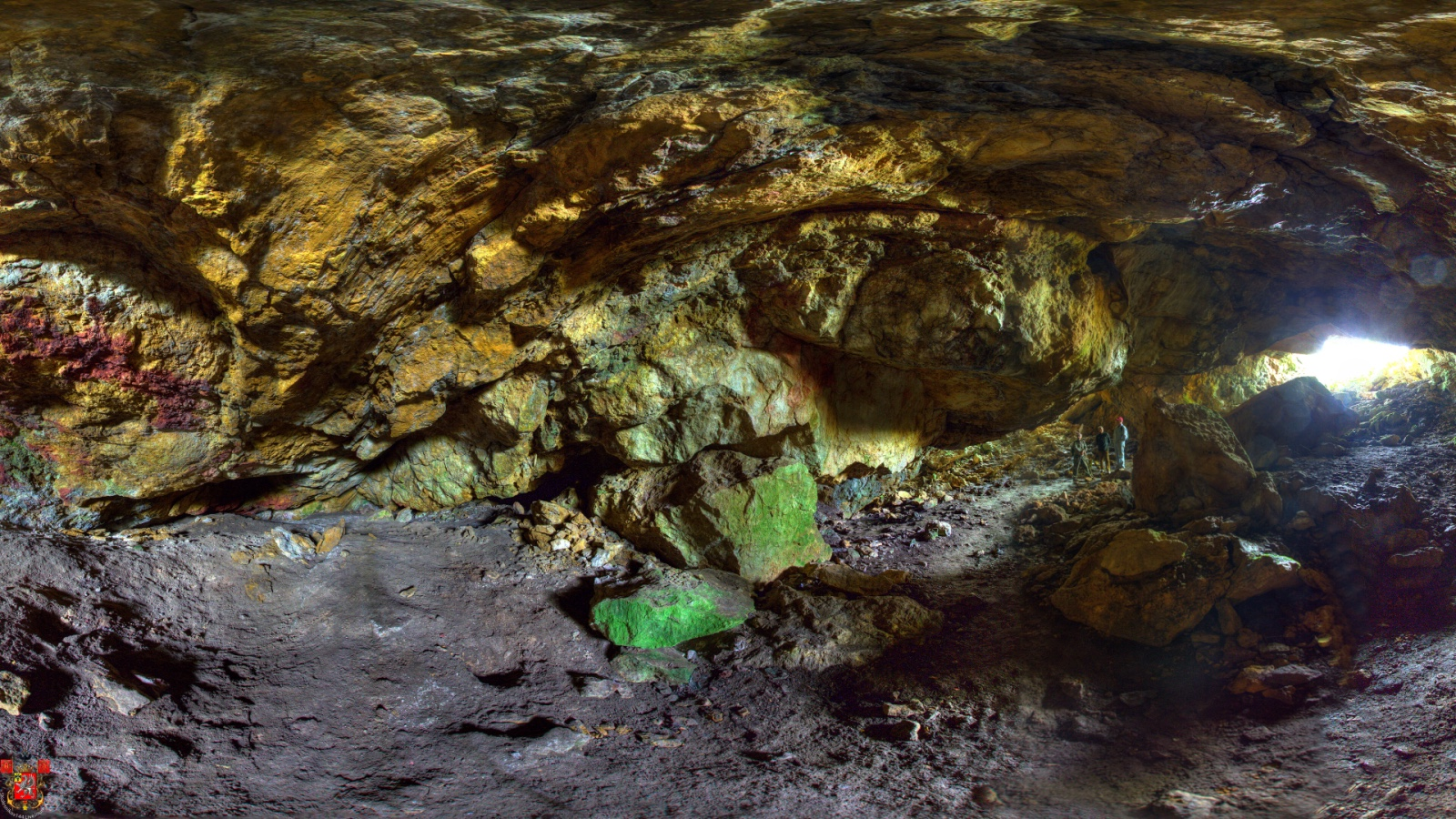
У печері Сюндюрлю-Коба

Сюндюрлю-Коба — невеличка карстова печера, що знаходиться на горі Сюндюрлю-Кобаса, в Байдарській долині, 8 км на схід від с. Новобобрівське (Крим). Назва Сюндюрлю-Коба в перекладі означає «згасла печера», від сюндю — згасати. Легенда свідчить, що тут в 1475 р. в другій печерній залі, куди вів коридор, що нині обрушився, знайшли притулок генуезці, які врятувалися з розгромлених турками фортець. Вороги виявили їх, але не могли проникнути всередину печери. Тоді, розклавши біля входу багаття, вони умертвили генуезців димом. Інше пояснення топоніму більш прозаїчне і носить описовий характер гірського хребта: від тюрк. сундурмак — «витягувати, протягувати».
Уламки кераміки, знайдені в печері, свідчать про тривале перебування тут людини — починаючи з рубежу між епохами бронзи і раннього заліза (кінець IX—VIII ст. до н. е.) до початку XX століття.
Основні характеристики:
- довжина 175 м;
- глибина 35 м.

## Опис
Печера має два великих входи, від яких підлога круто знижується і приводить до великої зали довжиною близько 50 і шириною приблизно 20 м. Похилий коридор поступово йде на глибину 35 м від поверхні. У печері майже відсутні натічні утворення. Стародавній стік підземних вод, під впливом якого утворилася печера, був направлений з півночі на південь, у той час як зараз поверхневі і підземні водотоки району орієнтовані в протилежному напрямку — з півдня на північ. Підлога завалена брилами, що звалилися зі стелі, одна з них масою не менше 2 т. Деякі стіни печери немов розмальовані різнокольоровими фарбами — червоними, зеленими, жовтими. Із залу в глиб гори йде похилий вузький коридор, що впирається у завал. Коридор вів до другої печерної зали, склепіння якої звалилося вже в ХХ ст.
У середній частині печери Сюндюрлю є два невеликих озерця з водою. У дальньому її кінці ще досі знаходять кістки людини. В. Кондаракі, який відвідав печеру в 1876 р., припускав, що вони належать генуезцям, задушеним турками за допомогою багать, розкладених біля входу. Археологічні розвідки, проведені в районі печери, свідчать про те, що вона використовувалася в VIII-Х ст. як житло.
Біля північного входу до печери, в маленькому гроті, виявлено багатошарове вогнище. Очевидно, саме в гроті рятувалися від негоди пастухи, а в залі вони переховували стадо. Сюндюрлю-Коба — один з нечисленних пам'ятників бронзової доби під Севастополем. Припускають також, що в першій залі було язичницьке святилище, перетворене в IX—X століттях на християнську каплицю.

## Транспорт
Автобусом Севастополь-Передове, що вирушає на 5 км, доїжджаємо до с. Новобобровка. Автобус вирушає о 9:00, в дорозі 1 год 10 хв. Частіше за все маршрут рекомендують шукати за схемою, запропонованою краєзнавцем І. Вєнікеєвим в книзі «Севастопольские маршруты». А саме: на лінії, що з'єднує вершину гори (на ній встановлений триангулятор) і Новобобровку, на 20 метрів нижче вершини. Майте на увазі відстань по вертикалі, а не по схилу. По схилу буде метрів 100. Нижче триангулятора з південного боку на просторій галявині стоїть щит с написом: «Памятник археологии. Пещера Сюндюрлю-Коба». Біля щита проходить тропа. Вхід знаходиться в декількох метрах.

## Ресурси Інтернету
- Амеличев Г. Н., Климчук А. Б., Токарев С. В., Меметова Э. И. Кадастр карстовых полостей Крыма: прошлое, настоящее, будущее
- Пещера Сюндюрлю-Коба
- К пещере Сюндюрлю-Коба